# Heidi (film 2005)
Heidi (Heidi) è un film del 2005 diretto da Paul Marcus.
Il soggetto è basato sul romanzo per ragazzi Heidi di Johanna Spyri. Il cast, oltre alla giovane Emma Bolger nei panni di Heidi, comprende anche tre grandi attori come Max von Sydow, Geraldine Chaplin e Diana Rigg voluti dal regista.

## Trama
Siamo in Svizzera alla fine del 1800. Heidi è una bambina orfana e priva di qualsiasi istruzione i cui unici parenti rimasti sono la zia e il nonno. La bambina sin da piccola è vissuta in città ma ora che la zia ha trovato un lavoro a Francoforte ed è costretta a partire, la piccola viene affidata alle cure del nonno, anziano scontroso e burbero che abita in una baita di montagna e non scende mai al villaggio. All'inizio sembra non curarsi della presenza della piccola ma, dopo che Heidi trascorre una notte intera al freddo nelle stalle, inizia a intenerirsi e a prendersi cura di lei. Heidi trascorre le sue giornate divisa tra la baita del nonno e le passeggiate al pascolo insieme al suo giovane amico Peter, il piccolo pastore del paese. Finché un giorno si ripresenta la zia per reclamare la piccola da portare a Francoforte con sé, per fare da piccola compagna di giochi a Clara Sessemann, la figlia paralitica di un ricco signore di Francoforte.

## Produzione
Il film, una coproduzione tra l'inglese Piccadilly Pictures e l'italiana Lux Vide, è stato girato interamente in Slovenia ed in Italia è stato distribuito direttamente in DVD dalla Storm Entertainment.